# Selecció de bàsquet de l'Iran

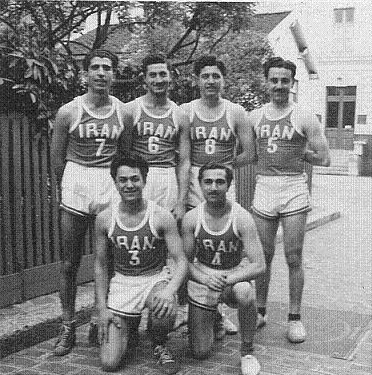
Selecció de l'Iran als Jocs Olímpics de 1948.

La Selecció de bàsquet de l'Iran és l'equip format per jugadors de nacionalitat iraniana que representa a la Federació Iraniana de Bàsquet en les competicions internacionals organitzades per la Federació Internacional de Bàsquet (FIBA) o el Comitè Olímpic Internacional (COI). Pertany a la zona FIBA Àsia.

## Classificacions

### Jocs Olímpics
- 1948 - 14
- 2008 - 11
- 2020 - 12

### Campionats mundials
- 2010 - 17
- 2014 - 20
- 2019 - 23
- 2023 - 31

### Campionats asiàtics
- 1973 - 5
- 1981 - 8
- 1983 - 5
- 1985 - 8
- 1989 - 5
- 1991 - 6
- 1993 - 4
- 1995 - 10
- 1997 - 8
- 2003 - 5
- 2005 - 6
- 2007 -  1
- 2009 -  1
- 2011 - 5
- 2013 -  1
- 2015 -  3
- 2017 -  2

### Campionats europeus
- 1959 - 17

### Jocs Asiàtics
- 1951 -  3
- 1966 - 7
- 1970 - 7
- 1974 - 6
- 1990 - 7
- 1994 - 8
- 1998 - 7
- 2006 -  3
- 2010 -  3
- 2014 -  2
- 2018 -  2